# توافق نامه خودمختاری عراق و کردها در سال ۱۹۷۰
توافقنامه خودمختاری عراق و کردها در سال ۱۹۷۰ (یا مذاکرات صلح عراق و کردها یا توافقنامه صلح ۱۹۷۰) ، توافقی بود که دولت عراق و کردها در ۱۱ مارس ۱۹۷۰ به آن دست یافتند  ، جنگ ، برای ایجاد یک منطقه خودمختار ، متشکل از سه استان کردستان و سایر مناطق مجاور که با سرشماری مشخص شده اند و بیشتر کرد را در اختیار دارند. این طرح همچنین به کردها نمایندگی در ارگانهای دولتی را داده است که در چهار سال اجرا می شود.  در زمان خود این جدی ترین تلاش برای حل درگیری طولانی مدت عراق و کردها بود .

دیدار صدام حسین و مصطفی بارزانی در نوپردان در ۱۰ مارس ۱۹۷۰ ، قبل از امضای توافق نامه خودمختاری عراق و کردها.

با وجود این ، دولت عراق در همان دوره برنامه اعراب زدایی را در مناطق نفت خیز کرکوک و خانقین آغاز کرد  سرانجام ، طرح صلح برای خودمختاری کردها شکست خورده بود ، و دوباره به جنگ دوم عراق و کردها در ۱۹۷۴ فوران کرد و در نتیجه اختلافات کردها و عراق را تشدید کرد.

## مقالات
1. زبان کردی باید در کنار زبان عربی زبان رسمی در مناطقی با بیشتر کردها باشد. و در آن مناطق زبان آموزش خواهد بود و به عنوان زبان دوم در سراسر عراق تدریس می شود.
2. کردها به طور کامل در دولت ، از جمله پست های ارشد و حساس در کابینه و ارتش مشارکت خواهند کرد.
3. آموزش و فرهنگ کردی تقویت خواهد شد.
4. کلیه مقامات در مناطق بیشتر کردستانی باید کرد باشند یا حداقل کرد زبان باشند.
5. کردها در گشایش تشکل های دانشجویی ، جوانان ، زنان و آموزگاران مختار خواهند بود.
6. بودجه ای برای توسعه کردستان اختصاص می یابد.
7. بازنشستگی و کمک برای خانواده های شهدا و دیگر کسانی که در فقر ، بیکاری یا بی خانمانی گرفتار شده اند ، تأمین می شود.
8. کردها و عرب ها در محل زندگی قبلی خود بازگردانده می شوند.
9. اصلاحات ارضی اجرا خواهد شد.
10. قانون اساسی اصلاح خواهد شد و به شرح زیر خواهد بود: "مردم عراق از دو ملیت تشکیل شده اند ، ملیت عرب و تابعیت کرد."
11. ایستگاه پخش و سلاح های سنگین به دولت بازگردانده می شود.
12. یک کرد باید یکی از معاونان رئیس جمهور باشد.
13. قانون استانها (استانی) به روشی منطبق با اصل این اعلامیه اصلاح می شود.
14. اتحاد مناطقی با بیشتر کرد به عنوان واحد خودگردان.
15. مردم کرد باید به تناسب جمعیت آن در عراق در قدرت قانونگذاری سهیم باشند. [۴]

## پیاده سازی
طارق عزیز به صورت گذشته نگر اظهار داشت: "ما هنگام اعلامیه ۱۱ مارس صادق بودیم. این تبلیغات نبود. " ملا مصطفی بارزانی درست بودن آن را بسیار خوب می دانست ، اما با این وجود به دلیل فشار جوامع کرد امضا کرد. 
ظرف یک ماه پس از امضا ، بیشتر قوانین اجرا شد و تا دسامبر ملا مصطفی بارزانی نسبت به خودمختاری خوش بین بود ، اما در پایان سال مشخص شد که حزب بعث فقط برای گذشتن زمان بازی می کند ، زیرا تلاش برای زندگی پسرش. سرشماری برای مناطق مورد مناقشه دو بار به تعویق افتاد و تا سال ۱۹۷۳ توافق نامه سقوط کرد.